# Rochefort-sur-Nenon
Rochefort-sur-Nenon je naselje in občina v vzhodnem francoskem departmaju Jura regije Franche-Comté. Leta 2009 je naselje imelo 561 prebivalcev.

## Geografija
Kraj leži v pokrajini Franche-Comté ob reki Doubs, 8 km severovzhodno od Dola.

## Uprava
Rochefort-sur-Nenon je sedež istoimenskega kantona, v katerega so poleg njegove vključene še občine Amange, Archelange, Audelange, Authume, Baverans, Brevans, Châtenois, Éclans-Nenon, Falletans, Gredisans, Jouhe, Lavangeot, Lavans-lès-Dole, Menotey, Rainans, Romange in Vriange s 6.367 prebivalci (v letu 2009).
Kanton Rochefort-sur-Nenon je sestavni del okrožja Dole.

## Zanimivosti
- cerkev sv. Lovrenca;